# Anıl Dilaver
Anıl Dilaver (* 20. November 1990 in Sürmene) ist ein türkischer Fußballspieler. Zuletzt stand Dilaver in der Saison 2018/19 für Uzunköprüspor unter Vertrag.

## Karriere

### Verein
Dilaver machte sein Debüt für Galatasaray Istanbul in der Saison 2010/11. Am 19. Dezember 2010 spielte er, gegen Konyaspor, zum ersten Mal in der Profimannschaft der Rot-Gelben. In derselben Partie erzielte er sein erstes Pflichtspieltor in der 81. Minute und führte die Mannschaft zum Sieg.
Die Spielzeit wurde er an den Süper-Lig-Aufsteiger Samsunspor ausgeliehen. Hier kam er als Ergänzungsspieler zu regelmäßigen Einsätzen. Zum Sommer 2012 wurde er dann an den Zweitligisten Denizlispor ausgeliehen. Bereits zur Winterpause 2012/13 löste er seinen Vertrag mit Denizlispor auf und kehrte zu Galatasaray zurück. Die Rückrunde der Saison 2012/13 spielt Dilaver für Ofspor.
Im Frühjahr verließ Dilaver Galatasaray endgültig und wechselte zum Zweitligisten Bucaspor. Für die Saison 2014/15 lieh ihn sein Verein an den Viertligisten Van Büyükşehir Belediyespor aus.

### Nationalmannschaft
Dilaver durchlief die türkischen U-21-Nationalmannschaft und absolvierte für diese vier Begegnungen.